# 364 v. Chr.
Portal Geschichte | Portal Biografien | Aktuelle Ereignisse | Jahreskalender | Tagesartikel

◄ |
5. Jahrhundert v. Chr. |
4. Jahrhundert v. Chr. |
3. Jahrhundert v. Chr. |
►

◄ | 380er v. Chr. | 370er v. Chr. | 360er v. Chr. | 350er v. Chr. |
340er v. Chr. |
►

◄◄ | ◄ | 367 v. Chr. | 366 v. Chr. | 365 v. Chr. | 364 v. Chr. |
363 v. Chr. |
362 v. Chr. |
361 v. Chr. |
► |
►►

## Ereignisse

### Politik und Weltgeschehen
- Der thebanische Feldherr Pelopidas besiegt Alexander von Pherai in der Schlacht am Kynoskephalai. Er selbst fällt jedoch im Kampf.
- Athen erobert die makedonische Hafenstadt Pydna.
- Der aufständische persische Satrap Ariobarzanes erlangt die Unterstützung eines spartanischen Söldnerheeres unter König Agesilaos II.
- Mit Hilfe seiner neu errichteten Kriegsflotte gelingt es Epaminondas aus Theben, die Inseln Chios und Rhodos sowie die Stadt Byzantion zum Abfall von Athen zu veranlassen.
- Die Stadt Orchomenos wird durch den Böotischen Bund zerstört.

### Kultur und Religion
- Unter den Konsuln Gaius Sulpicius Peticus und Gaius Licinius Calvus werden in Rom erstmals etruskische Bühnenspiele abgehalten, um die Götter zu besänftigen und damit eine Pestepidemie zu beenden.

### Sport
- Während des Pentathlon in Olympia kommt es zu einem bewaffneten Überfall eliatischer Truppen.

## Gestorben
- Pelopidas, griechischer Feldherr (* um 410 v. Chr.)